# Nové Veselí (zámek)
Zámek Nové Veselí (označovaný také jako tvrz) stojí v ulici Na Zámku v Novém Veselí v Kraji Vysočina. Je chráněn jako kulturní památka České republiky. Majitelem jedné z menších částí zámku (čp. 123) je bývalý premiér a třetí český prezident Miloš Zeman.

## Historie
První písemná zmínka o tvrzi, která stála na místě zámku, pochází z roku 1447. Později tuto tvrz získala Alena Meziříčská z Lomnice a v roce 1564 ji nechala přestavět na renesanční zámek. Roku 1596 se zámek dostal do vlastnictví Berků z Dubé, kteří jej využívali jako obydlí pro úředníky. Část zámku pak sloužila jako hospodářská budova. Roku 1709 mění majitele znovu, když jej odkupuje klášter ve Žďáru nad Sázavou. Někdy okolo roku 1730 došlo k barokní přestavbě a po zrušení kláštera přechází zámek v roce 1784 do vlastnictví moravského náboženského fondu. Ovšem už v roce 1793 byl zámek odprodán v dražbě místnímu mlynáři. V této době byl objekt rozdělen na čtyři samostatná čísla popisná.[zdroj?]